# FV101 Scorpion
«Скорпіон» (англ. Scorpion) — британський легкий розвідувальний танк 1970-х років, часто також позначається як «бойова розвідувальна машина» (БРМ) (англ. Combat Vehicle Reconnaissance). За внутрішньою наскрізною системою позначень британської бронетехніки має індекс FV101. Створений в 1964–1967 роках на роль розвідувальної та аеротранспортабельної машини, в рамках розробки сімейства бойових машин різного призначення CVR(T) на єдиному шасі. Вироблявся серійно на заводах Великої Британії та Бельгії з 1970 по 1996 роки, всього було випущено більше 1800 танків у варіантах «Скорпіон» та «Сімітер» (англ. Scimitar),FV107, розрізнялися озброєнням. Належав до числа найшвидкохідніших гусеничних бойових машин свого часу. Перебуває на озброєнні Британської Армії, брав участь у Фолклендській війні, війнах у Перській затоці та Афганістані, а також у ряді миротворчих операцій. Поставлявся на експорт у ряд інших країн, станом на 2008 рік, у деяких з них знято з озброєння, але все ще залишається на озброєнні 18 армій.

## Історія створення
До початку 1960-х років, розвідувальні підрозділи Британської Армії мали на озброєнні лише бронеавтомобілі Ferret та «Саладін», прийняті на озброєння, відповідно, у 1952 і 1959 роках. Хоча обидві ці машини виявилися достатньо успішними, до 1960-тих років у Британської Армії з'явилася потреба в новій розвідувальній машині, що було пов'язано із змінами у військовій доктрині. В 1950-ті роки, витрати на утримання численних військових контингентів у віддалених частинах світу постійно зростали і це зробило для Великої Британії їх підтримку все проблематичнішою. Тому, до 1960-их років, з розвитком транспортної авіації, у Генеральному штабі була сформульована нова військова доктрина, за якою постійні гарнізони будуть замінені дислокованими у Великій Британії частинами швидкого реагування, які можна оперативно доставитиі повітрям до «гарячої точки». Планувалося, що підкріплення, важке озброєння та техніка, зокрема бронетехніка, будуть пізніше доставлятися морем, проте було очевидно, частинам, які доставляються повітря, також необхідна бронетехніка, здатна як здійснювати вогневу підтримку, так і, в разі потреби, боротися з бронетехнікою супротивника. Таким чином, виникла необхідність у новій легко броньованій бойовій машині, здатної одночасно ефективно діяти в ролі розвідувальної, такою, що володіє достатньою вогневою міццю для підтримки піхоти, але в той же час достатньо легкою для перевезення військовими транспортними літаками. Розробка такої машини, що отримала умовне позначення AVR (англ. Armoured Vehicle Reconnaissance — розвідувальна бронемашина) 1960 року генеральним штабом була доручена Центру вивчення та розробку Бойових Машин (англ. FVRDE), спочатку з метою визначити, наскільки взагалі можливо на практиці поєднання подібних вимог.
Спочатку, Генеральний штаб не висував чітких вимог до машини, за винятком тих ролей, які вона повинна виконувати. Так, конструктори навіть не були обмежені у виборі ходової частини машини — розглядалися як гусеничний, так і колісний варіанти. Перший проєкт нової машини, на гусеничному ходу, був розроблений в тому ж році і мав незвичайне компонування, з розміщенням 76-мм або 105-мм гармати і всіх трьох членів екіпажу у рубці з обмеженими кутами наводки. Можливості боротьби з важкою бронетехнікою йому надавали контейнери з ПТКР «Свінгфайр», встановлені в кормовій частині. До кінця 1963 року був розроблений й інший проєкт, цього разу на колісному ходу, що мав традиційніше компонування, але теж з комплексом озброєння, що складається з гармати та ПТКР. Проте вже проєктна вага обох машин перевищила 13 тонн, що було визнано неприйнятним для перевезення їх повітрям та призвело до припинення робіт над ними. В той же час, у Генеральному штабі було вирішено, що одна машина не може виконувати всі необхідні ролі, зберігаючи при цьому прийнятну масу, внаслідок чого до 1964 року було видано нове завдання, цього разу на розробку на єдиному шасі цілого сімейства машин, чия маса не повинна перевищувати 6 — 6,5 тонн. Роботи в цьому напрямі велися FVRDE ще в 1963—1964 роках та привели до створення ряду проєктів, що не вийшли за стадію попереднього планування.
1965 року FVRDE була створена дослідна бронемашина під позначенням TV15000, призначена для випробування та відпрацювання останніх досягнень в області танкобудування, які пізніше передбачалося використовувати на серійних машинах. Так, TV15000 першим серед британської бронетехніки отримав корпус, а пізніше й гусениці з алюмінієвого сплаву, що, в поєднанні з високою питомою потужністю, дозволило йому досягти швидкості в 77 км/год. У квітні 1965 року Генеральний штаб доручив FVRDE розробку сімейства з двох розвідувальних машин — легкого танка, озброєного 76-мм гарматою в башті і носія ПТКР, озброєного ракетами «Свінгфайр». Проєкт отримав позначення CVR (англ. Combat Vehicle Reconnaissance — бойова розвідувальна машина). Одночасно була уточнена вага машин, яка мала не перевищувати 7928 кілограм, що дозволяло перевезення двох їх у транспортному літаку C-130. Ще однією визначальною характеристикою стала ширина машини, яка мала не перевищувати 2134 мм, що також обумовлювалося перевезенням в C-130. З урахуванням достатнього для збереження маневреності співвідношення довжини гусеничної машини до її ширини, це визначило і загальну її довжину. Додатковими вимогами, висунутими Генеральним штабом, були мінімальна шумність машини, питомий тиск на ґрунт, що не перевищував 0,35 кг/см², а також здатність до плавання за допомогою підйомного екрану. Також незабаром, крім початкових двох машин сімейства, Генеральним штабом була замовлена розробка ще чотирьох — бронетранспортера, санітарної та штабної машин, а також БРЕМ.
У серпні 1965 року була побудована випробувальна платформа для силової установки CVR(T), що складалася з передньої частини корпусу з встановленим у ній двигуном. Випробування виявили ненадійну роботу системи охолодження двигуна, однак ця проблема незабаром була виправлена. Далі збудували перший ходовий прототип, який позначили MTR (англ. Mobile Test Rig — мобільна тестова платформа). Випробування прототипу також завершилися успішно і Генеральний штаб почав підготовку до серійного виробництва. До того часу назва машини змінили на CVR(T) (англ. Tracked — гусенична), щоб відрізняти її від проєкту CVR(W) (англ. (Wheeled) — колісна), що призвело до створення бронеавтомобіля «Фокс». Також варіант легкого танка отримав ім'я власне, як і у «Саладіна», якого він повинен був змінити, що починався на букву «С» — «Скорпіон» (англ. Scorpion). Подібну назву було дано танку за кормове розташування башти, що викликало асоціації з хвостом скорпіона. За наскрізною системою позначень британської бронетехніки, танк отримав позначення FV101.

## Серійне виробництво

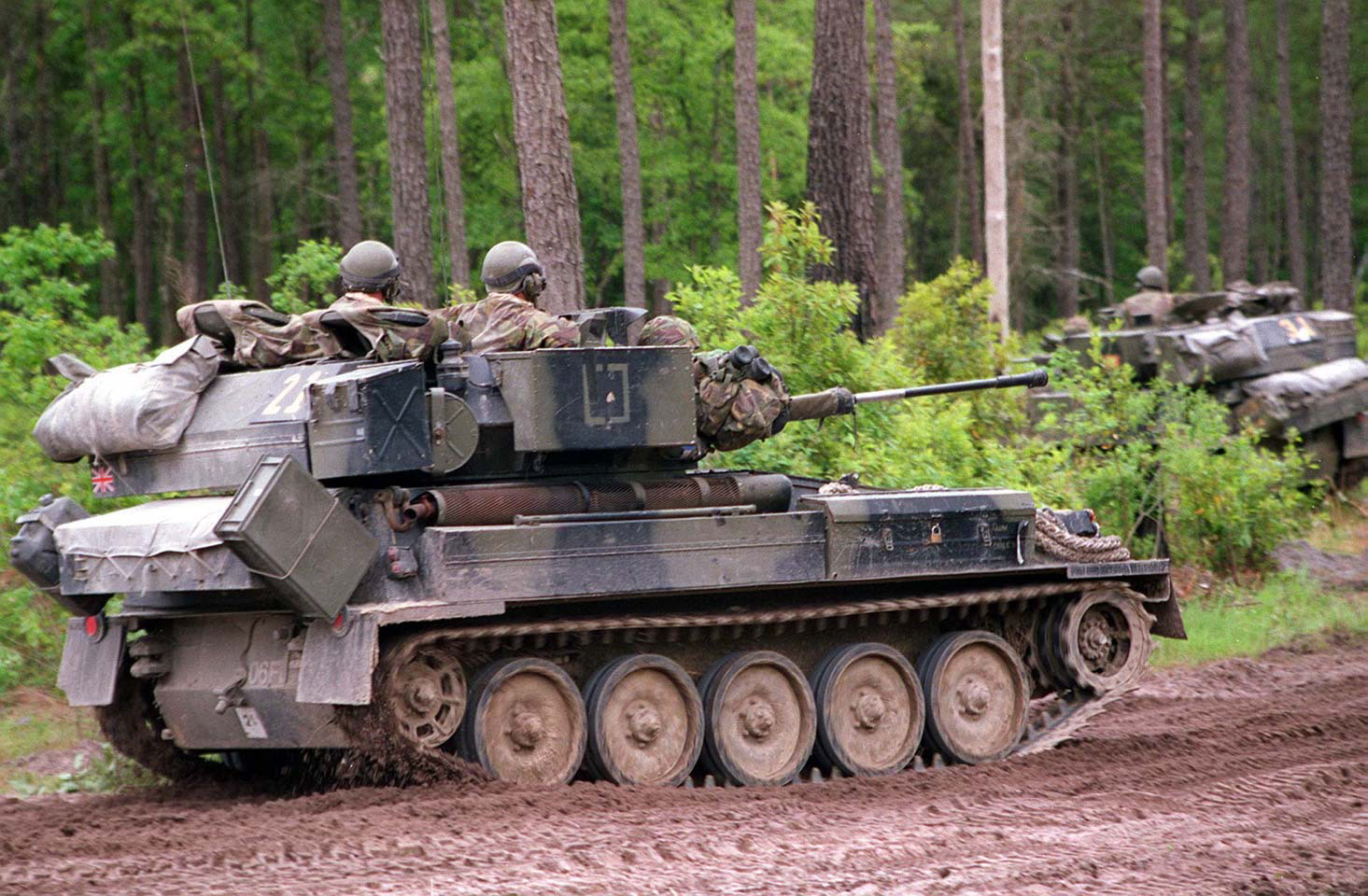
«Сімітер» британської морської піхоти

1967 року Генеральним штабом був організований конкурс на виробництво «Скорпіона» та інших машин сімейства CVR(T), в якому перемогла фірма Alvis Cars, яка раніше виробляла «Саладін» та ряд інших зразків бронетехніки. У вересні 1967 року фірмі було видано замовлення на підготовку CVR(T) до серійного виробництва та збірку 30 передсерійних зразків, у тому числі 17 танків «Скорпіон» та 13 машин шести інших варіантів. Перший прототип був закінчений 23 січня 1969 року, при цьому фірмі Alvis вдалося вкластися в обумовлені контрактом терміни та бюджет, при цьому не допустивши перевищення проєктної ваги, що при розробці та виробництві бронетехніки є нечастою подією. Після всебічних випробувань танків, що проводилися, як у пустелі Абу-Дабі, так і в умовах канадської зими, при температурах від -25 до + 52 ° C, «Скорпіон» був офіційно прийнятий на озброєння Британської Армії в травні 1970 року. Паралельно був прийнятий на озброєння і варіант «Скорпіона» — «Сімітер» (використовується також варіант транскрипції «Скімітар») (англ. Scimitar — «шамшир»), FV107, що відрізнявся від нього лише установкою автоматичної довгоствольної 30-мм гармати L21A1 «Рарден» замість 76-мм гармати L23A 1 танка «Скорпіон» з низькою балістикою.
Контракт на виробництво першої серії з 275 «Скорпіонів» і 288 «Сімітерів» був виданий фірмі Alvis 30 липня 1970 року. Незабаром, до Британської Армії приєдналася Бельгія, що планувала організувати ліцензійне виробництво танка на власних заводах для потреб своєї армії. Виробництво «Скорпіонів» та інших машин сімейства CVR(T) для потреб Британської Армії завершилося 1986 року, всього було випущено 313 «Скорпіонів», 334 «Скімітари» і 1216 інших машин сімейства. Виробництво CVR(T) в Бельгії, а також на експорт у Великій Британії тривало аж до 1996 року. Виробництво здійснювалося на заводах Alvis в Ковентрі, у Бельгії здійснювалося лише складання машин з британських комплектуючих. Хоча точне число вироблених «Скорпіонів» та «Сімітарів», з урахуванням експортних поставок, невідомо, всього було випущено понад 3500 машин сімейства CVR(T), понад 1800 з яких склали ці два танки.

## Варіанти
- «Скорпіон» (англ. Scorpion), FV101 — базовий варіант, з 76-мм гарматою L23A1
- «Сімітер» (англ. Scimitar), FV107 — варіант з 30-мм автоматичною гарматою L21A1 «Рарден»
- «Сейбр» (англ. Sabre) — варіант, отриманий установкою на «Скорпіон» башти бронеавтомобіля «Фокс», також з 30-мм гарматою L21A1.

## Опис конструкції
«Скорпіон» має компонування з переднім розташуванням двигуна. Трансмісійне відділення займає лобовий край танка, моторне відділення та відділення управління розміщуються за ним по правому та лівому борту, відповідно, а бойове відділення займає кормову половину корпусу. Екіпаж «Скорпіона» складається з трьох осіб: механіка-водія, навідника та командира танка, що виконує також функції заряджаючого.

### Броньовий корпус і башта
«Скорпіон» має диференційований броньовий захист, що захищає його від вогню автоматичної піхотної зброї та осколків снарядів польової артилерії. Броньовий корпус і башта танка виготовлені з катаних, литих та штампованих деталей з алюмінієвої броні на основі сплаву E74S, що з'єднуються за допомогою зварювання. Бронювання «Скорпіона» забезпечує в лобовій проєкції захист від вогню 14,5-мм кулемета, і круговий захист від вогню зброї менших калібрів, а також від осколків 105-мм снарядів на дистанції більше ніж 30 метрів. Точні дані про товщину броні та кути її нахилу у відкритих джерелах не публікуються, проте відомо, що товщина броні танка становить від 20 до 60 мм.

### Озброєння
Основним озброєнням «Скорпіона» є 76-мм напівавтоматична гармата L23A1. Вона встановлюється в лобовій частині башти на цапфах в спареній з кулеметом установці, що дозволяє її вертикальну наводку в межах від -10 до + 35 ° вручну за допомогою гвинтового механізму. Боєкомплект гармати становить 40 унітарних пострілів, стандартний асортимент снарядів для неї включає осколково-фугасні, фугасні з головною частиною, що деформується, димові, освітлювальні снаряди та картеч. Стандартний боєкомплект «Скорпіона» в британській армії складається з 20 фугасних, 15 фугасних з головкою, що деформується і 5 димових снарядів.

### Засоби спостереження та зв'язку

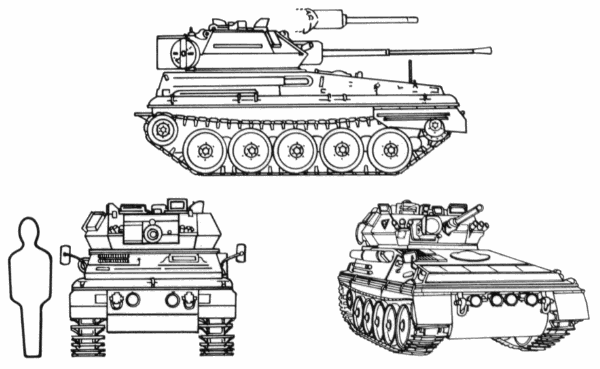
Зображення «Скорпіона»/«Сімітера» з керівництва по впізнанню бронетехніки для Армії США

Механік-водій в небойових умовах здійснює спостереження за місцевістю через свій люк, що дає йому вільний огляд місцевості, хоча і майже унеможливлює для нього спостереження за панеллю приладів, що розташована в глибині відділення управління по лівому борту машини. У бойових умовах, механік-водій використовує перископний прилад спостереження, що дає йому обмежений огляд. Для водіння вночі або в умовах обмеженої видимості, він може замінюватися на пасивний прилад нічного бачення.
Наводчик здійснює спостереження за місцевістю через перископний приціл, який, разом з двома перископічними приладами спостереження, забезпечує йому огляд передньої півсфери. У нічних умовах, для спостереження за місцевістю також використовується нічний приціл. Командир танка має у своєму розпорядженні поворотний перископічний прилад спостереження з перемінним 1× або 10× збільшенням, а також сім'ю нерухомих перископічних приладів спостереження, що дають йому круговий огляд, але свого приладу нічного бачення командир не має.
Для внутрішнього зв'язку «Скорпіон» обладнаний телефонним танковим переговорним пристроєм на всіх членів екіпажу, для зовнішнього зв'язку танк має комплект КХ та УКХ-радіостанцій, розміщених у кормовій ніші башти. На перших «Скорпіона» встановлювалися радіостанції «Ларкспар» (англ. Larkspur), незабаром замінені на комплекс радіостанцій VRC-353/321/322.

### Двигун та трансмісія
На «Скорпіоні» встановлюється рядний 6-циліндровий карбюраторний двигун рідинного охолодження, виробництва фірми «Ягуар», моделі J.60, здатний розвивати максимальну потужність в 195 к.с. при 5000 об/хв. У порівнянні з цивільним варіантом, танковий двигун, шляхом зниження ступеня стиснення, дефорсований з 260 к.с, для роботи на армійських сортах бензину. Двигун встановлюється уздовж поздовжньої осі корпусу в моторному відділенні, в той час, як радіатор системи охолодження виведений у відділення трансмісії та розташовується над нею, а паливний бак розміщується в кормовій частині танка, за бойовим відділенням. Різні варіанти модернізації «Скорпіона» найчастіше включають в себе інші двигуни, зазвичай, дизельні. Так, на «Скорпіоні-90» встановлюється дизельний двигун T6-3544 потужністю в 190 к.с.
Трансмісія «Скорпіона», моделі TN15X, включає в себе:
- Дисковий головний фрикціон з відцентровим регулятором
- Напівавтоматичну реверсивну семишвидкісну планетарну коробку передач
- Двоступінчатий диференційний механізм повороту
- Бортові дискові гальма

Управління всіма елементами трансмісії здійснюється за допомогою гідравлічного приводу. Оригінальною особливістю «Скорпіона» є перемикання передач за допомогою ножної педалі, по типу мотоциклетної трансмісії.

### Ходова частина
Ходова частина «Скорпіона» з кожного борту складається з п'яти здвоєних обгумованих опорних котків діаметром 580 мм, виготовлених з алюмінієвого сплаву, лінивця та ведучої зірочки. Підвіска опорних котків — індивідуальна, торсіонна, на першому та останньому котках встановлені гідравлічні амортизатори. Динамічний хід опорних котків становить 203 мм, статичний — 102 мм.
Гусениці «Скорпіона» — зі сталі з високим вмістом марганцю, завширшки 432 мм, з 79 траків кожна. Конструкція гусениць спрямована на максимальне зниження шумності танка на ходу, для чого застосовані резинометалеві шарніри, гумові черевики та поліуретанове покриття з внутрішньої сторони. З іншого боку, як й інші компоненти танка, гусениці максимально можливо полегшені і вага кожної з них становить 350 кг. Ресурс гусениць в середньому становить близько 4800 км.

## Машини на базі «Скорпіона»

### Сімейство CVR(T)

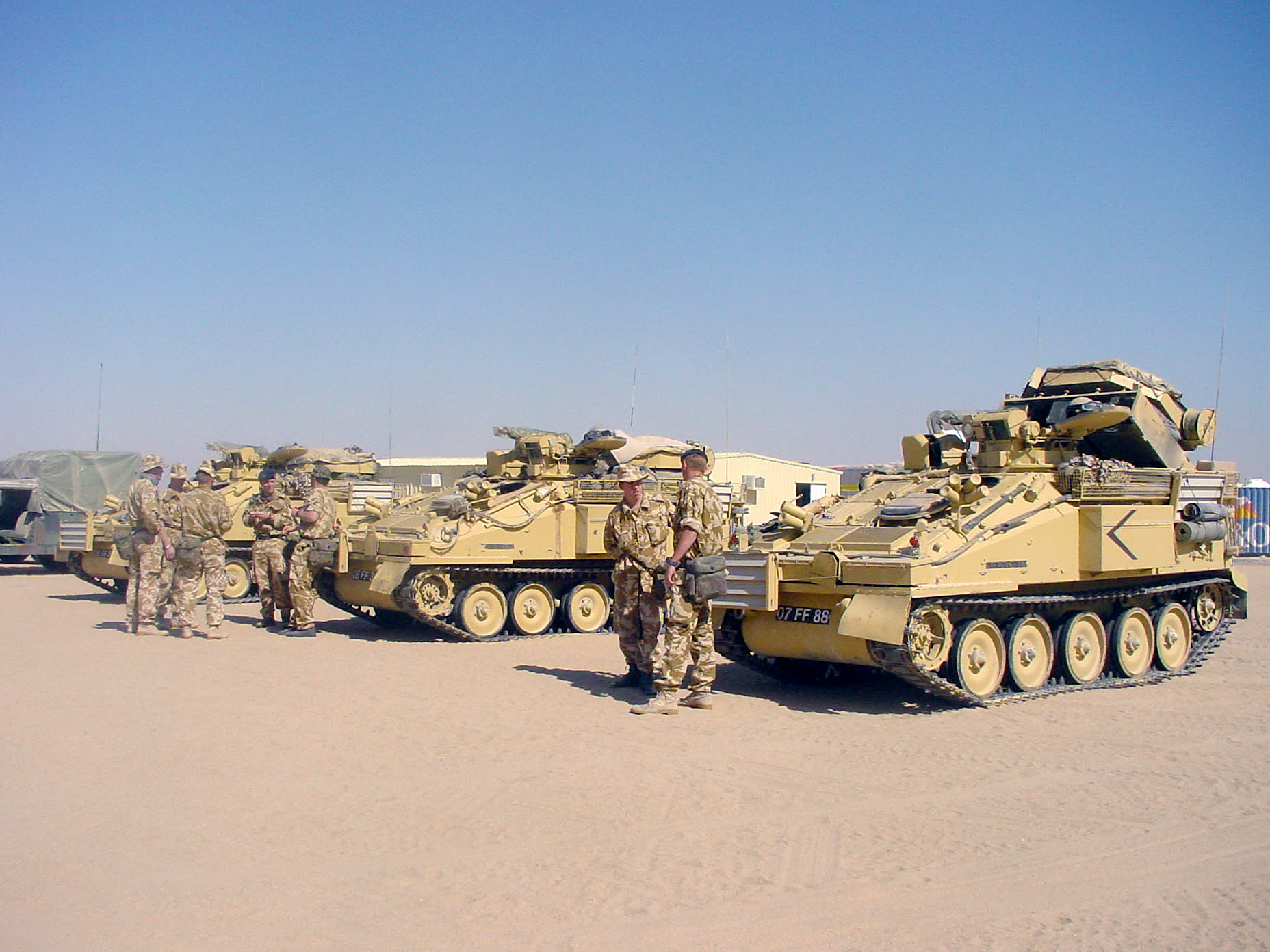
ПУ ПТКР «Страйкер» в Іраку, 2003 рік

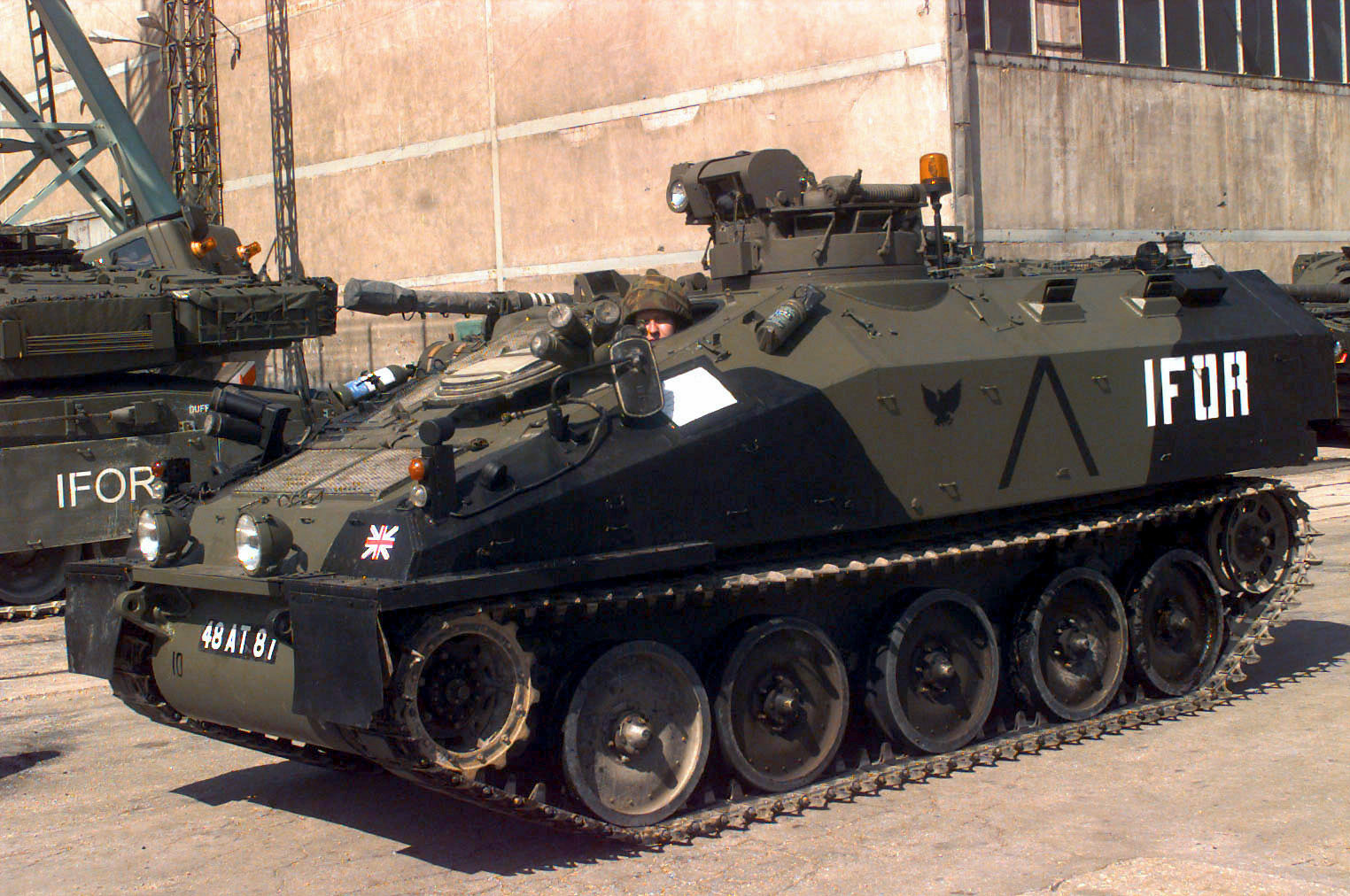
БТР «Спартан» Британської Армії, 1996 рік

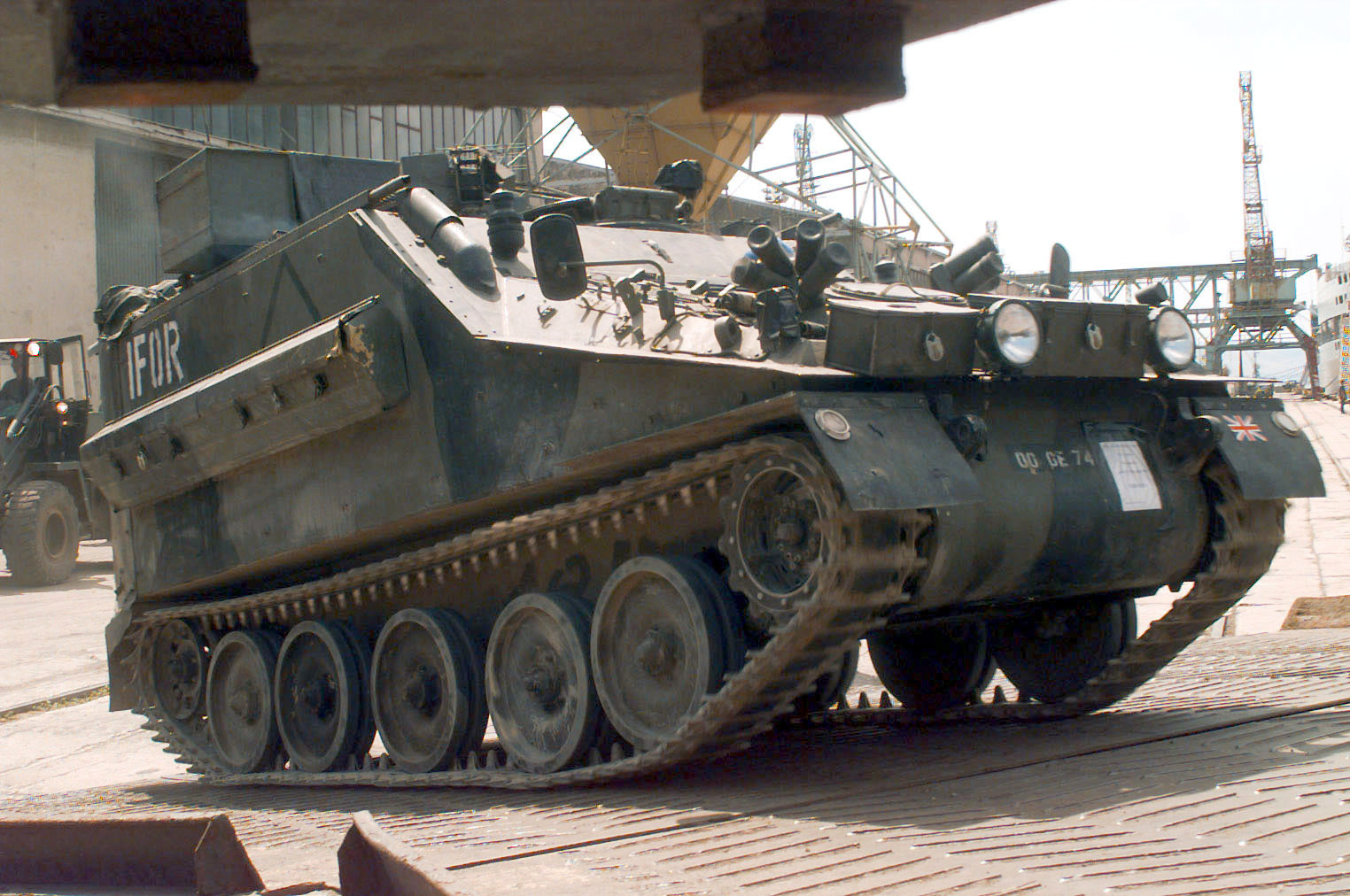
Штабна машина «Султан» Британської Армії, 1996 рік

Крім базового варіанту легкого розвідувального танка, на одному шасі зі «Скорпіоном» було одночасно створено ціле сімейство бойових броньованих машин різного призначення. Всі вони характеризуються однаковим загальним компонуванням, нижньою частиною корпусу та ходовою частиною, але використовують відмінні від танка верхні частини корпусу — низькопрофільну, застосовувані на «Страйкері», «Спартані» та «Самсоні» і вищу, застосовувані на «Султані» та «Самарітені».
«Страйкер» (англ. Striker), FV102 — самохідна пускова установка ПТКР «Свінгфайр». Призначався при спільних діях з іншими машинами сімейства для ураження важкої бронетехніки противника. Несе п'ять контейнерів з протитанковими ракетами, розташованими в кормовій частині машини та п'ять додаткових ракет. Екіпаж складається з трьох осіб — механіка-водія, командира та навідника ракет. «Страйкер» використовувався суто британськими військами, для потреб яких було випущено 89 машин, 60 з яких все ще залишаються на озброєнні, станом на 2007 рік .
«Спартан» (англ. Spartan — «Спартанець»), FV103 — легкий бронетранспортер, озброєний 7,62-мм кулеметом. Екіпаж машини складається з трьох осіб — механіка-водія, командира та стрільця, крім них вона здатна перевозити чотирьох людей десанту. Через малу місткість — «Спартан» не вміщає навіть одне піхотне відділення, бронетранспортер звичайно використовується для перевезення спеціалізованих команд, таких як розвідники, артилерійські спостерігачі або інженери. Всього було випущено понад 1000 машин цього типу, станом на 2007 рік знятих з озброєння в Бельгії, але вони все ще використовуються арміями Великої Британії і, в незначних кількостях, Ботсвани та Оману.
«Самарітен» (англ. Samaritan — «Самаритянин»), FV104 — броньована санітарна машина. Екіпаж машини складається з механіка-водія, і одного-двох медиків, один з яких також є командиром. Крім них, «Самарітен» здатний перевозити до п'яти сидячих поранених або чотирьох на носилках. Всього було випущено близько 100 машин цього типу, станом на 2007 рік, все ще використовуються британськими військами, але зняті з озброєння в бельгійських військах.
«Султан» (англ. Sultan), FV105 — броньована командно-штабна машина, призначена для командирів ротного рівня. Озброєна 7,62-мм кулеметом для самооборони і має екіпаж з п'яти — шести осіб: механіка-водія, командира машини, що виконує також функції радиста, другого радиста і двох або трьох членів штабу. Всього було випущено близько 400 «Султанів», що використовувалися Великою Британією та Бельгією, а також в незначних кількостях Брунеєм, Оманом, Гондурасом та Венесуелою. Станом на 2007 рік, вони зняті з озброєння в Бельгії, залишаються на озброєнні у Великабританії, Омані та Гондурасі, а статус їх в Брунеї та Венесуелі не цілком ясний.
«Самсон» (англ. Samson), FV106 — броньована ремонтно-евакуаційна машина, що призначалася для частин, укомплектованих машинами сімейства CVR(T). Має екіпаж з трьох осіб і здатна евакуювати як CVR(T), так і важчі машини. Всього для британських та бельгійських військ було випущено понад 100 «Самсонів», станом на 2007 рік, машини цього типу залишаються на озброєнні лише у Великій Британії.
«Сімітер» (англ. Scimitar), FV107 — розвідувальна машина, відрізняється від FV101 Скорпіон комплексом озброєння: встановлена 30-мм автоматична гармата L21A1 RARDEN.

### Інші машини
«Штормер» (англ. Stormer), FV4333 — бронетранспортер, створений в ініціативному порядку фірмою «Олвіс» наприкінці 1970-х на основі «Спартана». Відрізняється подовженим корпусом з додатковою парою опорних котків, що дозволило збільшити його пасажиромісткість до 12 осіб або одного повного піхотного відділення. Щоб компенсувати півторакратний приріст маси і зберегти рухливість на колишньому рівні, «Штормер» оснащується дизельним двигуном «Перкінс» T6.3544 потужністю 250 к.с. Озброєння бронетранспортера становить або 7,62-мм кулемет, як і на «Спартані», або 20-мм автоматична гармата. Всього станом на 2007 рік, було випущено 230 «Штормерів», що перебувають на озброєнні Великої Британії, Малайзії, Індонезії і Оману. Крім базового варіанту бронетранспортера, на базі «Штормера», у свою чергу, були створені ряд спеціалізованих машин — ЗСУ, оснащена 25-мм гарматою Гатлінга та ракетами «Стінгер», розвідувальна машина «Штормер 30», оснащена двомісною баштою з 30-мм автоматичною гарматою, командна машина, самохідний міномет та багато інших, більшість з них залишаються на стадії проєкту або дослідного зразка.

## Оператори

Карта операторів «Скорпіона» і його варіантів. Сучасні оператори виділені яскраво-червоним, колишні — темно-червоним

- Сучасні:
  -  Ботсвана — 25 «Скорпіонів», станом на 2009 рік[33]
  -  Бруней — 20 «Скорпіонів», станом на 2009 рік[34]
  -  Велика Британія
    - Британська Армія — 313 «Скорпіонів», 334 «Сімітера»[10], з них на 2009 рік на озброєнні залишається 327 «Сімітерів» і 137 «Сейбрів»[35]
    - Королівська морська піхота Великої Британії — зняті з озброєння[36]
    - Полк Королівських ВПС Великої Британії — зняті з озброєння[37]

  -  Венесуела — 78 «Скорпіонів-90», станом на 2010 рік[38]
  -  Гондурас — 12 «Скорпіонів» станом на 2010 рік[39]
  -  Індонезія — 60 «Скорпіонів-90», станом на 2009 рік[40]
  -  Йорданія — 39 «Скорпіонів» на зберіганні, станом на 2009 рік[41]
  -  Іран — 80 «Скорпіонів», станом на 2009 рік[42]
  -  Ірландія — 14 «Скорпіонів», станом на 2009 рік[43]
  -  Малайзія — 26 «Скорпіонів-90», станом на 2009 рік[44]
  -  Нігерія — 157 «Скорпіонів», станом на 2009 рік[45]
  -  ОАЕ — 76 «Скорпіонів», станом на 2009 рік[46]
  -  Оман — 37 «Скорпіонів», станом на 2009 рік[47]
  -  Таїланд — 104 «Скорпіона» і ще 50 на зберіганні, станом на 2009 рік[48]
  -  Танзанія — 30 «Скорпіонів», станом на 2009 рік[49]
  -  Того — 9 «Скорпіонів», станом на 2009 рік[50]
  -  Філіппіни — 65 «Скорпіонів», станом на 2009 рік[51]
  -  Чилі (Корпус морської піхоти Чилі) — 15 «Скорпіонів», станом на 2010 рік[52]
- Колишні
  -  Бельгія — до 300 «Скорпіонів» та «Сімітерів»[1], зняті з озброєння[21]
  -  Іспанія (морська піхота Іспанії) — зняті з озброєння[53]
  -  Кувейт — зняті з озброєння[54][55]
  -  Нова Зеландія — зняті з озброєння[56]

## Організаційно-штатна структура
В Британській Армії, «Скорпіони» насамперед надходили на озброєння розвідувальних бронетанкових полків. 8 розвідувальних бронетанкових полків, що були у Великої Британії на 1972 рік, поділялися на 4 укомплектованих за штатом «A» і 4 укомплектованих за штатом «B». Полк штату «A» включав в себе: ескадрон ближньої розвідки з п'ятьма взводами, які надавалися безпосередньо бронетанковим або піхотним групам та налічували по 8 «Сімітерів» в кожному, а також два, безпосередньо підпорядкованих командиру полку, ескадрони середньої розвідки, кожний з яких включав в себе чотири розвідувальних взводи по 5 «Скорпіонів» та взвод спостереження, укомплектований п'ятьма «Спартанами» з радарами наземного спостереження. Полки штату «B» відрізнялися від них комплектацією ескадронів ближньої розвідки бронеавтомобілями «Фокс» замість «Сімітерів». З восьми полків, чотири штату «A» і один — штату «B», були надані дивізіям 1-го Британського корпусу (Британської Рейнської Армії), інші ж дислокувалися у Великій Британії.
Крім цього, «Скорпіони», як і планувалося при їх створенні, надходили на озброєння повітряно-десантних військ. 5-ій повітряно-десантній бригаді надавався бронетанковий полк, що включав у себе два розвідувальних ескадрони з бронеавтомобілями «Фокс» та гусеничний ескадрон, що складається з чотирьох взводів з двома «Скорпіонами» та двома «Сімітерами» в кожному та взводу підтримки з п'ятьма «Спартанами».
1981 року британські танкові підрозділи були реорганізовані, з п'яти наявних у складі 1-го корпусу розвідувальних бронетанкових полків, три були перетворені в бронетанкові, а інші два — в корпусні розвідувальні полки, що підлягали безпосередньому командуванню корпусу. Кожен полк складався з чотирьох розвідувальних ескадронів, що включали в себе: штабний взвод з двома «султанами», три розвідувальні взводи з чотирма «Сімітерами» в кожному, взвод керованої зброї з чотирма «Страйкерами» та взвод підтримки з чотирма «Спартанами». Для компенсації зменшених можливостей дивізій 1-го корпусу до ведення самостійної розвідки, до складу 13 мотопіхотних батальйонів і 14 бронетанкових полків було введено по розвідувальному взводу, що налічує 8 машин — «Сімітерів» в піхотних та «Скорпіонів» в бронетанкових частинах. Три розвідувальних бронетанкових полки, що лишилися, також були реорганізовані, включаючи тепер три ескадрони середньої розвідки, що складалися з чотирьох взводів по два «Скорпіона» і два «Сімітера» в кожному, взвод керованої зброї з чотирма «Страйкерами» та взвод підтримки з п'ятьма «Спартанами». З 1991 року, під час чергової реорганізації армії, число розвідувальних бронетанкових полків було скорочено до трьох, а число бронетанкових полків, і відповідно, розвідувальних взводів в них — до восьми. Зі зняттям «Скорпіонів» з озброєння британської армії 1994 року, їх роль в штатній структурі військ зайняли переобладнані з них «Сейбри».